# Free Standards Group
Free Standards Group（FSG）は、オープンソースの標準に関する非営利のコンソーシアム。2000年5月8日、Linux Standard Base と LI18NUX が合体する形で設立された。
FSG が策定した標準は、オープンな文書（GNU Free Documentation License）、テストスイート、リファレンス実装から構成され、ソフトウェアはオープンソースでリリースされる。 

## Linux Foundation
2007年1月22日、FSG と OSDL が合併し、Linux Foundationとなった。これにより、Linux の普及推進も主たる目的とするようになっている。

## ワークグループ
FSG は以下のワークグループを統括していた。現在、これらは全てLinux Foundationに移管されている。
- Linux Standard Base - フリーかつオープンソースのプラットフォーム間でアプリケーションの移植性を高めるためのインタフェース標準。認証は The Open Group が行っている。
- Open Internationalization Initiative（OpenI18N）- ディストリビューションやアプリケーションの国際化のための基盤作り。
- Linux Assigned Names and Numbers Authority (LANANA)
- OpenPrinting - プリンタ関連の標準化
- Accessibility - フリーかつオープンソースのプラットフォームにおけるコンピュータアクセシビリティに関する標準の開発
- Open Cluster - コンピュータ・クラスターのインタフェース標準の定義
- DWARF - デバッグフォーマットの標準化

## 企業会員
- オラクル (Platinum Member)
- AMD
- IBM
- HP
- Mandriva
- MontaVista
- SCO
- インテル
- サン・マイクロシステムズ
- ソースフォージ
- ターボリナックス
- デル
- ノベル （SUSEの買収に伴う引継ぎ）
- ミラクル・リナックス
- レッドハット

## 非営利組織会員
- 日本Linux協会
- Linux International
- Linux Professional Institute (LPI)
- OSDL
- PCオープン・アーキテクチャー推進協議会 (OADG)
- Software in the Public Interest (SPI)
- The Open Group
- USENIX協会

個人会員制度もあった。